# Yes, And?
Yes, And? è un singolo della cantautrice statunitense Ariana Grande, pubblicato il 12 gennaio 2024 come primo estratto dal settimo album in studio Eternal Sunshine.
Il brano è stato accolto positivamente dalla critica specializzata, che ne ha apprezzato la produzione e i riferimenti culturali alla dance music e ball culture di Vogue di Madonna e Break My Soul di Beyoncé.
Commercialmente Yes, And? è divenuto il 74º brano ad esordire alla prima posizione della Billboard Hot 100 dopo la prima settimana di vendite, nonché ottavo nella carriera della cantante a ottenere tale risultato.

## Antefatti
Successivamente alla pubblicazione del sesto album in studio Positions (2020), Grande ha annunciato una pausa discografica poiché stata scelta per il ruolo di Glinda nell'adattamento cinematografico del musical Wicked. A seguito della riedizione del suo album di debutto nell'agosto 2023, tra ottobre e dicembre dello stesso anno Grande ha rilasciato alcune indiscrezioni attraverso i propri social network di essere tornata in studio di registrazione.
La copertina del singolo, che corrisponde anche a quella dell'album di provenienza, è stata rivelata nel dicembre 2023 con un primo piano sfocato delle labbra rosse della Grande tramite i pacchetti REM Beauty inviati ai fan, accompagnata da una nota con scritto: «Ci vediamo l'anno prossimo». Il 4 gennaio 2024 ha anticipato il titolo del singolo indossando una felpa con la didascalia yes, and? mentre era in giro a New York, confermata come nome del singolo quando Grande ha annunciato ufficialmente la canzone e ha rivelato la copertina tramite i suoi social media.
Il 16 febbraio 2024 la cantante ha pubblicato una versione remix del brano che vede la partecipazione della cantante statunitense Mariah Carey.

## Descrizione
Il brano è stato scritto e prodotto dalla stessa cantante con Max Martin e Ilya Salmanzadeh. Il brano presenta sonorità dance e house, ispirato alle atmosfere della ball culture, in particolare al brano Vogue di Madonna e al settimo album in studio di Beyoncé Renaissance.

## Accoglienza
Yes, And? è stato accolto in maniera entusiasta dalla critica specializzata.
In una recensione di NME, Sophie Williams descrive la canzone come «un discorso melodico che risponde a un vociferare in eccesso» e «presenta Grande nella sua forma più vera: un essere umano imperfetto ma onesto, che cerca di possedere la sua narrativa e di andare avanti». Scrivendo per Pitchfork, Anna Gaca ha descritto la canzone come un «leggero shuffle dance con alcune parole taglienti per i critici», e ha suggerito che il titolo del brano «tormentone teatrale» sia una risposta alle critiche sulla relazione in corso tra Grande e il suo co-protagonista di Wicked Ethan Slater.
Amrit Virdi di Clash ha dichiarato che «in Yes, and?, le sue armonie controllate e gli strati di fischi si fondono con gli stacchi dance, mentre la produzione stratificata aiuta ad aggiungere forti improvvisazioni verso la fine del brano [...] E il ritornello della canzone è incredibilmente orecchiabile - è sicuramente qualcosa che posso vedere suonato e apprezzato in discoteca». Helen Brown del The Independent ha scritto che la voce della cantante «assume un tono dolce e leggero e scintillante» con armonie «morbide e scintillanti» e la «formula Vogue nella struttura del brano» con «una sezione di parlata, rintocchi di campana e battiti di mani».
Alcuni critici musicali hanno associato la canzone alle atmosfere del settimo album in studio di  Beyoncé, Renaissance, in particolare al singolo principale Break My Soul. Scrivendo per Vulture, Quinn Moreland ritiene che «il brano abbraccia un groove da discoteca punteggiato da un'occasionale linea di synth scintillante e a cascata che probabilmente dominerà la musica pop dopo Renaissance». Laura Snapes, giornalista del The Guardian, ha elogiato la produzione «irresistibilmente effervescente e brillante», con «l'eco consapevole di Vogue di Madonna deliziosa come una ciambella illecita» e «un segno, post-Renaissance, che il pop mainstream sta abbracciando l'house nella sua forma più pura».

## Video musicale
Il 19 dicembre 2023 la Grande è stata avvista nei pressi di un set durante le riprese di quello che si riteneva potesse essere il primo singolo del nuovo album della cantante. L'11 gennaio 2024 la cantante ha pubblicato un'anteprima del video musicale contenente l'acronimo AG7, un riferimento all'allora album senza titolo indicante "Ariana Grande 7", e delle coordinate geografiche. Le coordinate, N 41°03′59″ O 71°95′45″, rimandano a Montauk, New York, una delle location dove è stato girato il film del 2004 Se mi lasci ti cancello che vede la partecipazione degli attori Jim Carrey e Kate Winslet. Il titolo originale del film, Eternal Sunshine of the Spotless Mind, è un easter egg che rimanda al titolo del settimo album in studio della cantante intitolato proprio Eternal Sunshine.
Diretto da Christian Breslauer, le riprese hanno avuto luogo nella Grand Hall della Powerhouse Arts di Brooklyn. Il video è stato reso disponibile sul canale YouTube della cantante dieci ore dopo la pubblicazione del singolo. Le scene del video musicale traggono ispirazione dal video di Cold Hearted di Paula Abdul. In una scene vengono mostrate diverse statue raffiguranti la Grande le quali, secondo le osservazioni di Callie Ahlgrim e Lauren Edmonds della rivista Business Insider, sono dei riferimenti alle copertine dei suoi precedenti album, tra i quali Yours Truly (2013), My Everything (2014), and Thank U, Next (2019).

### Sinossi
Il video si apre con un gruppo di critici che vengono invitati dalla Grande ad un suo evento. Sull'invito vengono mostrate le coordinate e l'acronimo sopra citati. Nell'attesa che lo spettacolo inizi, i critici si confrontano parlando di quanto apprezzassero di più la Ariana Grande del passato, non condividendo le sue scelte recenti. Quando la canzone inizia, i critici entrano in una stanza dove trovano alcune statue attorno a una struttura con delle scale: alcune statue fanno riferimento alle copertine degli album precedenti della Grande sopra menzionati. All'ingresso della cantante, accompagnata da alcuni ballerini, le statue crollano e i critici osservano attoniti l'esibizione. La cantante poi si sposta tra le sedie dove sono seduti i critici e invita alcuni di loro a ballare con lei. Quando la musica finisce, la Grande i ballerini tornano alla forma di statua e i critici vengono visti uscire allegramente dalla stanza, ora favorevoli alla Grande, mentre un altro gruppo di critici viene visto accomodarsi dentro la stanza.

## Tracce
Testi di Ariana Grande. Musiche di Ariana Grande, Max Martin e Ilya Salmanzadeh.
1. Yes, And? – 3:34

Streaming bundle
1. Yes, And? – 3:34
2. Yes, And? (edit) – 3:10
3. Yes, And? (extended mix) – 5:08
4. Yes, And? (sped up) – 3:13
5. Yes, And? (a cappella) – 3:16
6. Yes, And? (slowed) – 4:01
7. Yes, And? (instrumental) – 3:34
8. Yes, And? (extended instrumental mix) – 5:08

## Formazione
- Ariana Grande – produzione, voce, cori
- Max Martin – produzione, cori, batteria, tastiera, basso, programmazione
- Ilya Salmanzadeh – produzione, cori, batteria, tastiera, pianoforte, basso, programmazione
- Sam Holland – ingegneria del suono
- Lou Carrao – ingegneria del suono
- Eric Eylands – assistente all'ingegneria
- Rob Sellens – assistente all'ingegneria
- Randy Merill – mastering
- Șerban Ghenea – missaggio
- Bryce Bordone – assistente al missaggio

## Successo commerciale
A livello globale, Yes, And? ha ottenuto oltre 11 milioni di riproduzioni sulla piattaforma Spotify nelle prime 24 ore di disponibilità, segnando il più grande debutto della Grande sulla suddetta piattaforma. La canzone ha debuttato alla prima posizione della Billboard Global 200 e della Global Excl. U.S. Nella prima classifica ha ottenuto la sua terza numero uno, dopo Positions (2020) e Save Your Tears (2021), vendendo 67 000 download e accumulando 94,4 milioni di streaming a livello globale, mentre nella seconda ha rappresentato la sua seconda numero uno, con 68 milioni di streaming e 26 000 download venduti al di fuori degli Stati Uniti.

### America del Nord
Negli Stati Uniti gli esperti avevano predetto un debutto alla prima posizione della Billboard Hot 100, detronizzando Lovin on Me di Jack Harlow, evidenziando un testa a testa con quest'ultima per via della perdita costante del numero di streaming di Yes, And?. Il brano ha debuttato direttamente alla prima posizione della Hot 100 nella settimana di pubblicazione del 27 gennaio 2024, diventando l'ottava numero uno della carriera della Grande e la sesta a riuscire a esordire direttamente in vetta alla classifica. Grazie a questo risultato, la Grande ha eguagliato Beyoncé per numero di brani alla prima posizione della classifica, con otto ciascuna, venendo superata nuovamente da Beyoncé tre settimane più tardi con il brano Texas Hold 'Em. Grande é divenuta la seconda artista a stabilire il record per il maggior numero di debutti in vetta alla Hot 100, eguagliando Taylor Swift. Nelle altre classifiche di Billboard, Yes, And? ha debuttato in vetta anche alla Digital Songs e alla Streaming Songs, grazie a 53 000 unità vendute e 27,2 milioni di streaming a livello nazionale.
Similmente, la canzone ha debuttato alla prima posizione della Billboard Canadian Hot 100 canadese.

### Europa e Oceania
Nel Regno Unito il brano ha fatto ingresso direttamente alla seconda posizione della Official Singles Chart britannica, diventando la sua 21ª top 10 e la sua 32ª top 40 nel Paese, nonché la prima top 3 sin da 34+35 che aveva raggiunto la terza posizione nel 2021. La canzone è stata bloccata alla prima posizione da Stick Season di Noah Kahan, che ha accumulato solo 600 unità in più rispetto a Yes, And? ma è stata la canzone con più streaming della settimana, con 8,2 milioni. Allo stesso modo, la canzone ha debuttato alla seconda posizione anche in Irlanda.
Nelle altre classifiche europee il brano ha raggiunto la vetta in Svizzera e Lituana, la top 5 in Portogallo, Francia, Norvegia e Lussemburgo, nonché la top 10 in Svezia, Germania, Slovacchia e Islanda.
In Australia e Nuova Zelanda Yes, And? ha debuttato alla posizione 2 e 3 delle rispettive classifiche. In Australia ha rappresentato il suo primo ingresso sin dal 2021, quando POV raggiunse la top 30.

## Classifiche

### Classifiche settimanali
| Classifica (2024)   | Posizione massima |
| ------------------- | ----------------- |
| Arabia Saudita      | 10                |
| Argentina           | 61                |
| Australia           | 2                 |
| Austria             | 3                 |
| Belgio (Fiandre)    | 6                 |
| Belgio (Vallonia)   | 5                 |
| Bielorussia         | 2                 |
| Brasile             | 13                |
| Bulgaria            | 5                 |
| Canada              | 1                 |
| Corea del Sud       | 130               |
| Costa Rica          | 17                |
| Croazia             | 12                |
| Danimarca           | 9                 |
| Emirati Arabi Uniti | 1                 |
| Estonia             | 3                 |
| Filippine           | 2                 |
| Finlandia           | 20                |
| Francia             | 4                 |
| Germania            | 8                 |
| Grecia              | 1                 |
| Hong Kong           | 14                |
| India               | 18                |
| Irlanda             | 2                 |
| Islanda             | 5                 |
| Israele             | 18                |
| Italia              | 19                |
| Kazakistan          | 7                 |
| Lettonia            | 1                 |
| Libano              | 3                 |
| Lituania            | 1                 |
| Lussemburgo         | 5                 |
| Medio Oriente       | 4                 |
| Messico             | 25                |
| Moldavia            | 134               |
| Norvegia            | 4                 |
| Nuova Zelanda       | 3                 |
| Paesi Bassi         | 2                 |
| Panama              | 25                |
| Perù                | 17                |
| Polonia             | 6                 |
| Portogallo          | 2                 |
| Regno Unito         | 2                 |
| Repubblica Ceca     | 17                |
| Russia              | 5                 |
| Singapore           | 1                 |
| Slovacchia          | 10                |
| Spagna              | 13                |
| Stati Uniti         | 1                 |
| Svezia              | 6                 |
| Svizzera            | 1                 |
| Taiwan              | 16                |
| Ucraina             | 39                |
| Ungheria            | 13                |

### Classifiche di fine anno
| Classifica (2024) | Posizione |
| ----------------- | --------- |
| Bielorussia       | 52        |
| Canada            | 63        |
| Estonia           | 135       |
| Francia           | 184       |
| Islanda           | 75        |
| Kazakistan        | 125       |
| Portogallo        | 200       |
| Regno Unito       | 45        |
| Russia            | 89        |
| Stati Uniti       | 92        |

## Date di pubblicazione
| Paese                 | Data            | Formato                      | Versione                                              | Etichetta | Nota    |
| --------------------- | --------------- | ---------------------------- | ----------------------------------------------------- | --------- | ------- |
| Mondo                 | 12 gennaio 2024 | Download digitale, streaming | Originale                                             | Republic  | [ 98 ]  |
| Mondo                 | 15 gennaio 2024 | Download digitale, streaming | Extended mix, instrumental, extended mix instrumental | Republic  | [ 99 ]  |
| Stati Uniti d'America | 15 gennaio 2024 | CD                           | Originale                                             | Republic  | [ 100 ] |
| Regno Unito           | 15 gennaio 2024 | CD                           | Originale                                             | Republic  | [ 101 ] |
| Mondo                 | 16 gennaio 2024 | Download digitale, streaming | Edit, sped up, a cappella, slowed                     | Republic  | [ 102 ] |
| Regno Unito           | 17 gennaio 2024 | 7"                           | Originale                                             | Island    | [ 103 ] |
| Italia                | 18 gennaio 2024 | Radio                        | Originale                                             | Universal | [ 104 ] |
| Stati Uniti           | 9 febbraio 2024 | 7"                           | Originale                                             | Republic  | [ 105 ] |

## Remix
Il 14 febbraio 2024 Ariana Grande annuncia un remix di Yes, And?, il quale avrebbe visto la partecipazione della cantante statunitense Mariah Carey.
Il brano rappresenta la seconda collaborazione tra le due artiste, dopo che la Grande prese parte nel 2020 al remix del singolo della Carey Oh Santa!.

### Antefatti
Entrambe le cantanti avevano anticipato l'uscita del remix attraverso i loro canali social, modificando la loro foto profilo di Instagram e sostituendola con due Polaroid che raffiguravano esclusivamente i loro occhi, un rimando alla copertina del singolo remix.

### Accoglienza
Jason Lipshutz, della rivista Billboard, ha scritto che «l'unione delle voci della Carey e della Grande ha sempre portato a degli incredibili fuochi d'artificio a livello canoro», definendo la voce della Carey come «un momento rilassante» e aggiugendo che «[la sua voce] è fenomenale, ma la sua personalità è ancora più imponente».

### Tracce
Testi e musiche di Ariana Grande, Max Martin, Ilya Salmanzadeh e Mariah Carey.
1. yes, and? (feat. Mariah Carey) (Remix) – 3:34

### Formazione
- Ariana Grande – produzione, voce, testi, production
- Mariah Carey – voce, composizione, testi
- Max Martin – composizione, produzione, batteria, tastiera, basso, programmazione, cori
- Ilya Salmanzadeh – composizione, produzione, batteria, tastiera, pianoforte, basso, programmazione, cori
- Sam Holland – ingegneria
- Lou Carrao – ingegneria
- Brian Garten – ingegneria (per la voce di Mariah Carey)
- Eric Eylands – assistente all'ingegneria
- Rob Sellens – assistente all'ingegneria
- Randy Merrill – mastering
- Serban Ghenea – missaggio
- Bryce Bordone – assistente al missaggio

### Date di pubblicazione
| Paese       | Data             | Formato                      | Etichetta | Nota    |
| ----------- | ---------------- | ---------------------------- | --------- | ------- |
| Mondo       | 16 febbraio 2024 | Download digitale, streaming | Republic  | [ 109 ] |
| Italia      | 16 febbraio 2024 | Radio                        | Universal | [ 110 ] |
| Stati Uniti | 16 febbraio 2024 | CD                           | Republic  | [ 111 ] |
| Germania    | 8 marzo 2024     | CD                           | Universal | [ 112 ] |
| Regno Unito | 8 marzo 2024     | CD                           | Universal | [ 113 ] |
| Spagna      | 8 marzo 2024     | CD                           | Island    | [ 114 ] |